# Molophilus (Molophilus) planitas
Molophilus (Molophilus) planitas is een tweevleugelige uit de familie steltmuggen (Limoniidae). De soort komt voor in het Neotropisch gebied.